# Kup europskih prvaka u rukometu 1958./59.
Ovo je drugo izdanje Kupa europskih prvaka u rukometu. Sudjelovalo je 15 momčadi. Nakon jednog kruga izbacivanja igrale su se četvrtzavršnica, poluzavršnica i završnica. Hrvatska je imala svog predstavnika koji je predstavljao Jugoslaviju, Partizan iz Bjelovara. Ovo je bio prvi nastup hrvatskog kluba u povijesti elitnog europskog klupskog rukometnog natjecanja. Ispao je u prvom krugu porazom od Dinama iz Bukurešta 17:5. Završnica se igrala u Parizu ().

## Turnir

### Poluzavršnica
- Redbergslids Goteborg -  IF Helsingor 22:12
- Frisch Auf Goppingen -  Dinamo Bukurešt 21:12

### Završnica
- Redbergslids Goteborg -  Frisch Auf Goppingen 18:13

- europski prvak:  Redbergslids Goteborg (prvi naslov)